# Копійка Марина Олександрівна
Марина Олександрівна Копійка (12 січня 1991) — українська пауерліфтерка. Майстер спорту України міжнародного класу.
Представляє Дніпропетровський регіональний центр з фізичної культури і спорту інвалідів «Інваспорт».
Срібна призерка в особистій першості на Чемпіонаті Європи 2013 року. Бронзова призерка Кубку світу 2015 року у вазі до 41 кг. Срібна призерка в особистій першості Кубку світу 2016 року.